# 密瘤瘤果芹
密瘤瘤果芹（学名：Trachydium verrucosum）为伞形科瘤果芹属的植物，为中国的特有植物。分布于中国大陆的西藏等地，生长于海拔4,200米至5,000米的地区，多生长于高山草甸中，目前尚未由人工引种栽培。